# Datación uranio-plomo

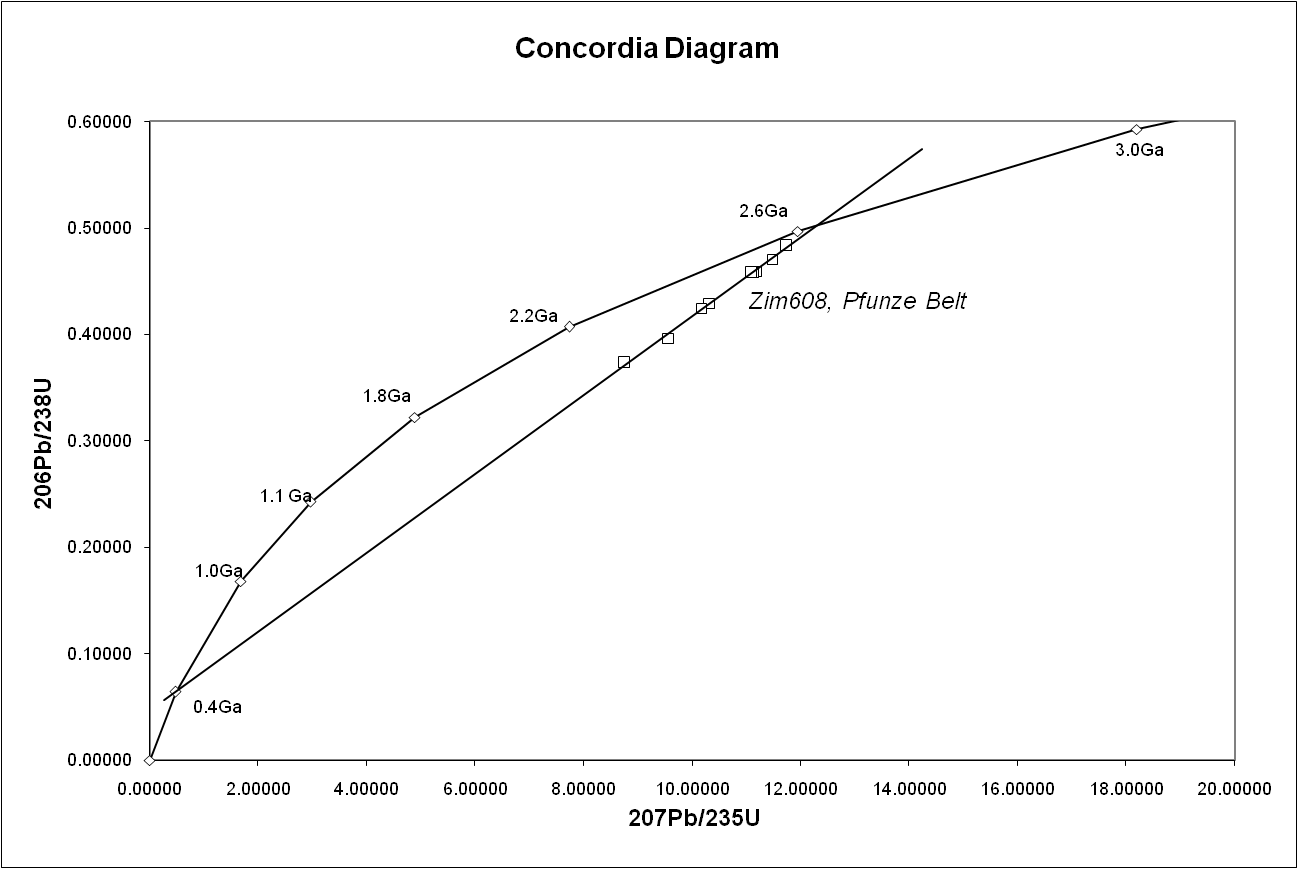
Un diagrama de concordia como el utilizado en la datación uranio-plomo, con datos de Pfunze Belt, Zimbabue. Todas las muestras muestran pérdida de isótopos de plomo, pero la intersección del errorchron (línea recta a través de los puntos de muestra) y la concordia (curva) muestra la edad correcta de la roca.

La datación uranio-plomo (U-Pb) es uno de los sistemas más antiguos y refinados de datación radiométrica. Se puede usar para datar rocas que se formaron y cristalizaron desde hace 1 millón de años hasta 4500 millones de años con precisiones dentro del rango de porcentaje de 0,1-1 %, menos de dos millones de años en 2500 millones de años. Se ha logrado un margen de error de 2–5 % en las rocas mesozoicas más jóvenes.
El método de datación uranio-plomo se basa en dos cadenas de desintegración, la serie de uranio de 238U a 206Pb, con un tiempo de vida media de 4470 millones de años y la serie del actinio de 235U a 207Pb, con un tiempo de vida media de 704 millones de años. Esa es una de sus grandes ventajas, que cualquier muestra proporciona dos relojes, lo que proporciona una verificación cruzada incorporada que permite determinar con precisión la edad de la muestra, incluso si se ha perdido parte del plomo. Esto se puede ver en el diagrama de concordia, donde las muestras se trazan a lo largo de un crona de error (errorchron) (línea recta) que cruza la curva de concordia en la edad de la muestra.
La datación U-Pb a menudo se realiza en el zircón mineral (ZrSiO4), aunque se puede usar en otros materiales, como baddeleyita, así como monazita (ver: geocronología monazita). El circonio y la baddeleyita incorporan átomos de uranio en su estructura cristalina como sustitutos del zirconio, pero rechazan el plomo. El circonio tiene una temperatura de cierre muy alta, es resistente a la intemperie mecánica y es muy inerte químicamente. El circonio también forma múltiples capas de cristal durante los eventos metamórficos, cada uno de los cuales puede registrar una edad isotópica del evento. El análisis de microhaz in situ se puede lograr mediante técnicas de láser ICP-MS o SIMS.

## Rutas de desintegración
Estas rutas de desintegración del uranio a plomo se dan por medio de desintegración alfa (y beta), donde 238U con los núclidos hija sufren un total de ocho desintegraciones alfa y seis beta, mientras que 235U con los núclidos hija tan solo experimentan siete desintegraciones alfa y cuatro beta.
La existencia de dos rutas "paralelas" de desintegración de uranio-plomo han llevado al desarrollo de múltiples técnicas de datación para el sistema U-Pb. El término datación de U-Pb normalmente implica el uso acoplado de ambas rutas de desintegración en el "diagrama de concordia" (ver abajo).
Sin embargo, el uso de una sola desintegración (usualmente 238U a 206Pb) lleva al método de datación isócrono U-Pb, análogo al método de datación rubidio-estroncio.
Finalmente, también se pueden determinar las edades mediante sistema U-Pb por análisis de los cocientes del isótopo Pb. Esto se denomina método de datación plomo-plomo. Clair Cameron Patterson, un geoquímico americano pionero en el estudio de métodos radiométricos de datación uranio-plomo, es famoso por haberlo usado para obtener una de las primeras estimaciones más precisas de la edad de la Tierra.

## Mineralogía

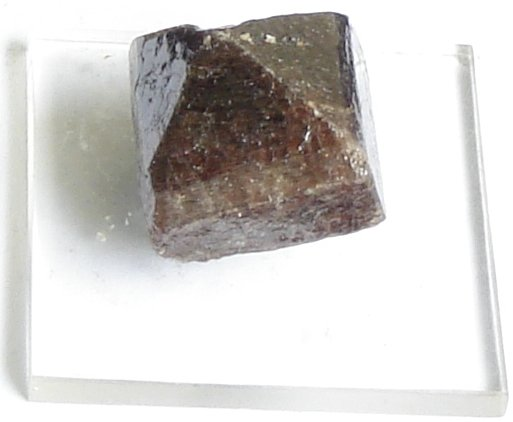
Cristal de circón marrón

La datación uranio-plomo se realiza normalmente en el mineral de zircón (ZrSiO4), a pesar de que también se pueden usar otros minerales como por ejemplo la monacita, titanita y baddeleyita.
El mineral zircón contiene átomos de uranio y torio en su estructura cristalina, pero rechaza fuertemente los átomos de plomo. Por lo tanto, se puede asumir que todo el contenido de plomo en el zircón es radiogénico.
Las técnicas de datación de uranio-plomo también han sido aplicadas a otros minerales como calcita/aragonita y otros minerales carbonatos. La datación con estos tipos de minerales suele tener una precisión menor que con minerales metamórficos e ígneos. Sin embargo, son más comunes en el registro geológico.

## Interacción entre mineralogía y desintegración radiactiva
Durante el decaimiento alfa, el cristal zircón sufre daño debido a la radiación. Este daño se concentra en sus núclidos padre (U y Th), de forma que se expulsa el núclido hija (Pb) de su posición original en la estructura cristalina de zircón.
En las zonas donde la concentración del núclido padre es elevada, el daño a la estructura cristalina es considerable y se acabarán interconectando las distintas zonas afectadas por radiación. Pequeñas grietas y las huellas de fisión del cristal extenderán todavía más el daño por radiación en la red cristalina.
Estas huellas de fisión actúan, inevitablemente, como conductos profundos dentro del cristal. Así, proporcionan una vía que favorece la lixiviación de isótopos de plomo del cristal zircón.

## Consideraciones químicas
Cuando no existe pérdida o ganancia de plomo con respecto a los alrededores del sistema, la edad del zircón se puede calcular mediante la ley de desintegración exponencial.
{\displaystyle N_{\mathrm {} }=N_{\mathrm {0} }e^{-\lambda t}\,}
donde:
- {\displaystyle N_{\mathrm {} }} es el número de átomos de uranio medidos ahora.
- {\displaystyle N_{\mathrm {0} }} es el número de átomos de uranio originales (igual a la suma de los átomos de plomo y uranio medidos ahora).
- {\displaystyle \lambda } es la constante de desintegración del uranio.
- {\displaystyle t} es la edad del mineral zircón que se quiere determinar.

Así, la ecuación anterior es igual a:
{\displaystyle N_{\mathrm {U} }=\left(N_{\mathrm {U} }+N_{\mathrm {Pb} }\right)e^{-\lambda _{\mathrm {U} }t}\,}
que se puede arreglar y dar:
{\displaystyle {{N_{\mathrm {U} }} \over {N_{\mathrm {U} }+N_{\mathrm {Pb} }}}=e^{-\lambda _{\mathrm {U} }t}\,}
y simplificado:
{\displaystyle 1+{{N_{\mathrm {Pb} }} \over {N_{\mathrm {U} }}}=e^{\lambda _{\mathrm {U} }t}\,}